# Norwegian Breakaway
Norwegian Breakaway – statek pasażerski należący do floty Norwegian Cruise Line. Statek został zbudowany w stoczni Meyer Werft w Papenburg, Niemcy. Budowa statku rozpoczęła się 21 września 2011. Statek został przekazany inwestorowi w użytkowanie 25 kwietnia 2013.
Statek rejsy rozpoczyna w Nowym Jorku. W okresie letnim wypływa w tygodniowe rejsy na Bermudy, natomiast w okresie zimowym pływa w tygodniowe rejsy na Florydę i Bahamy, oraz dwunastodniowe rejsy na Karaiby.
Portem macierzystym jest Nowy Jork

## Galeria

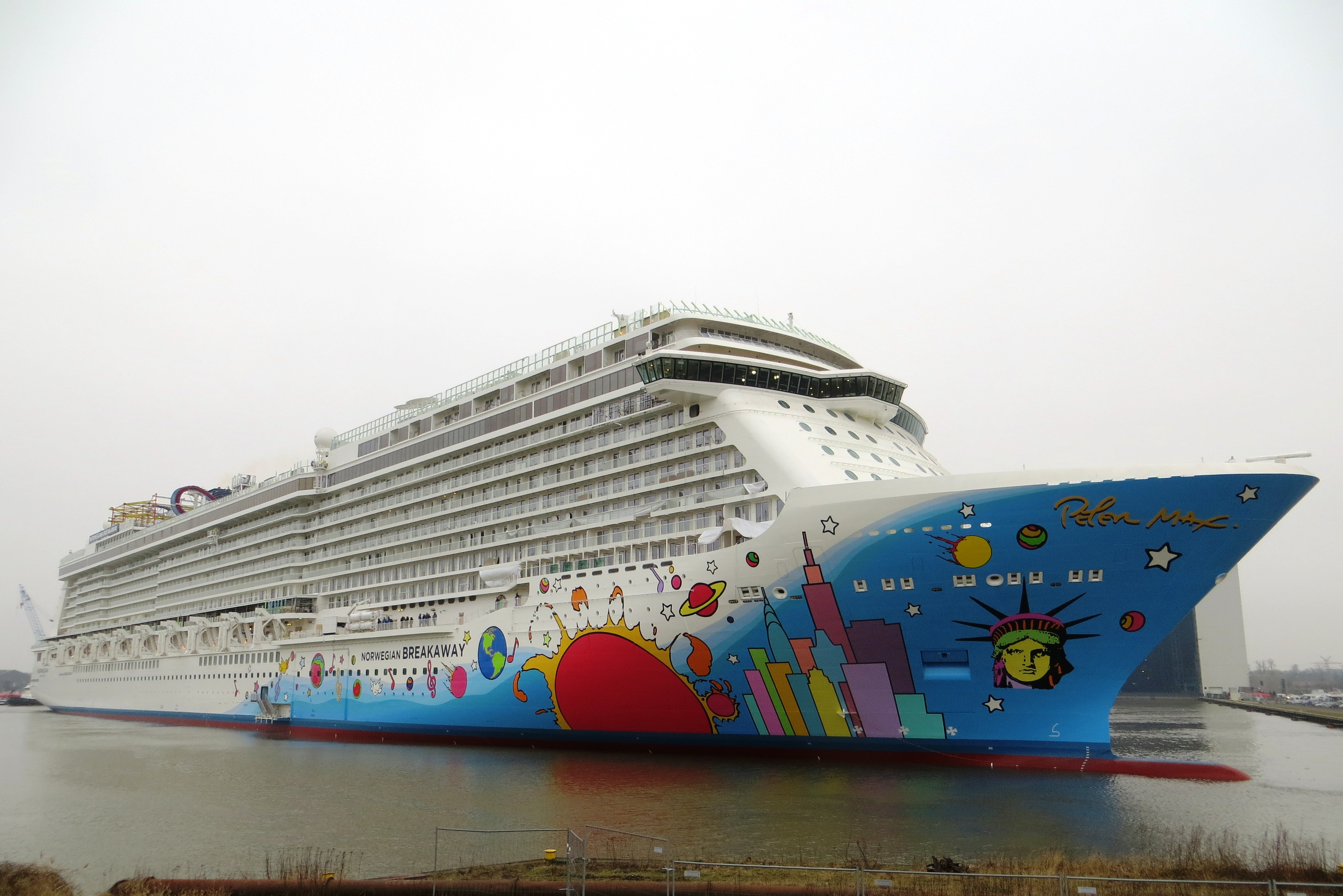
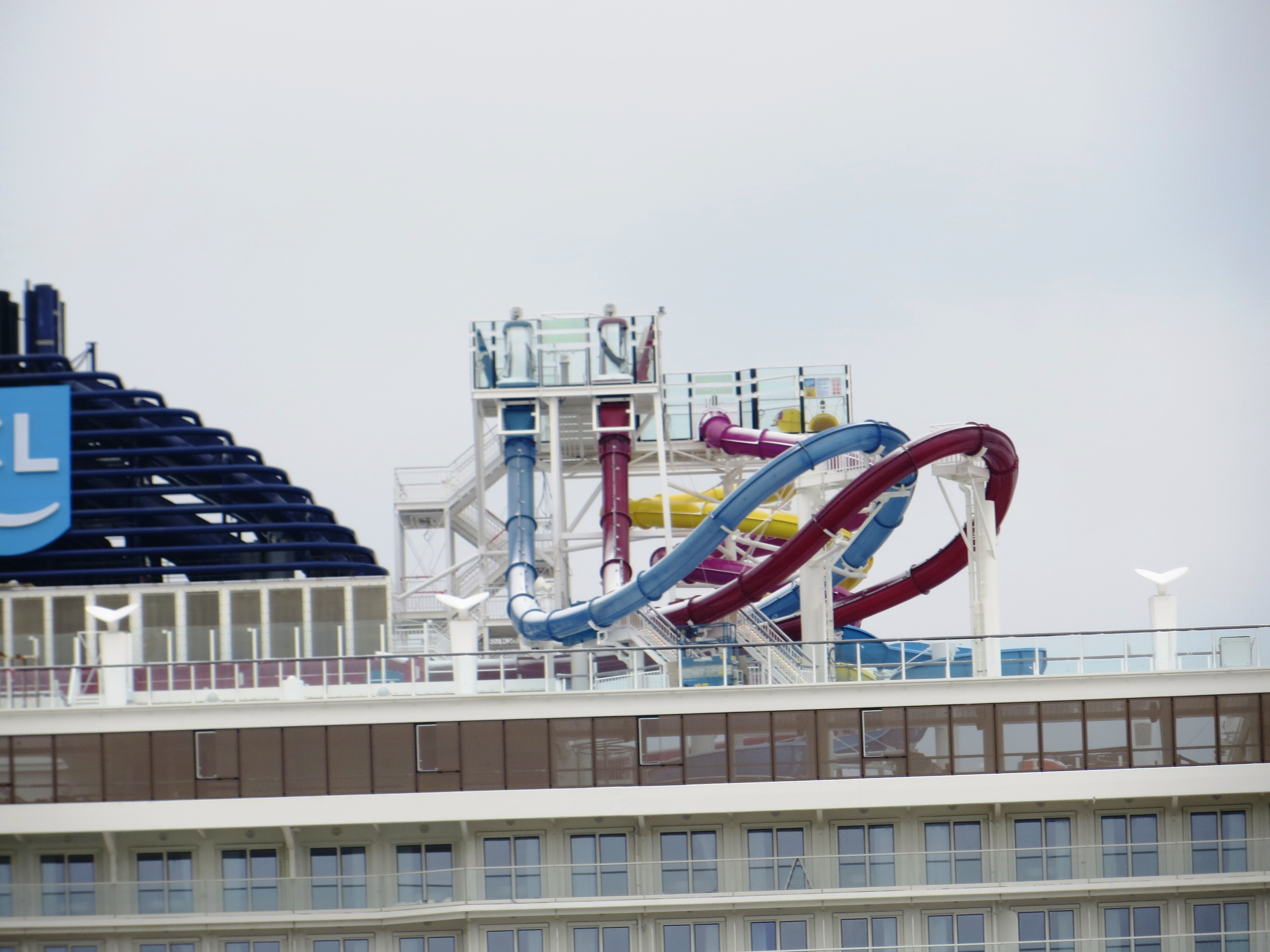
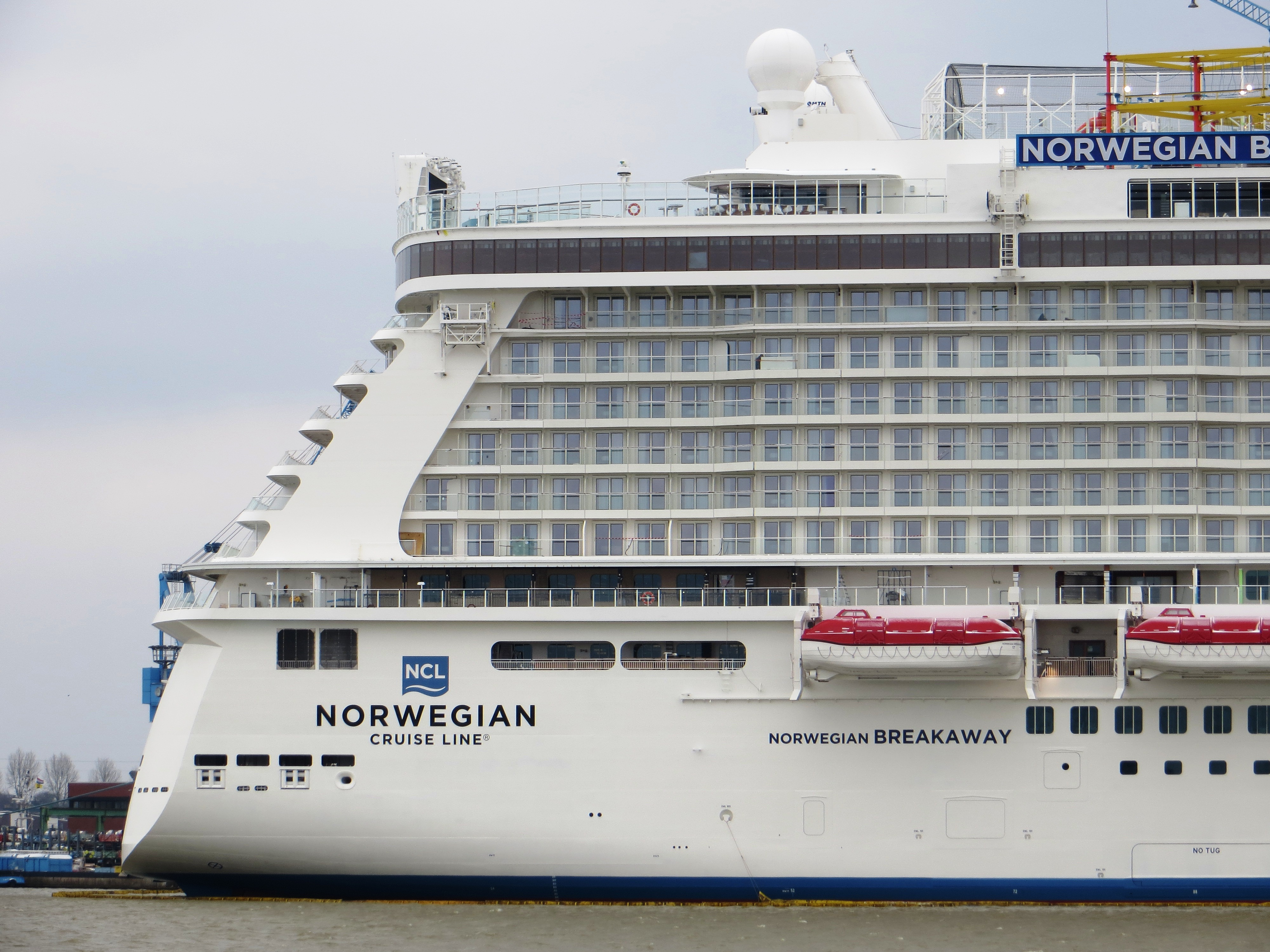